# Tekeriš
Tekeriš (Servisch cyrillisch Текериш) is een plaats in de Servische gemeente Loznica. De plaats telt 370 inwoners (2002).